# Klášterec nad Orlicí
Klášterec nad Orlicí é uma comuna checa localizada na região de Pardubice, distrito de Ústí nad Orlicí.